# Caixa d'Estalvis i Mont de Pietat de les Balears
Sa Nostra és el nom comercial de Caixa d'Estalvis i Mont de Pietat de les Balears o Caixa de Balears, una entitat financera amb seu a Palma (Mallorca) i fundada el 1882. El 1897 va obrir una sucursal a Alaró i el 1904 es va inaugurar la seva seu central. Forma part del nou Grup Banc Mare Nostrum (Cajamurcia, Caixa Penedès, Caja Granada i Sa Nostra), fusió realitzada mitjançant el Sistema Institucional de Protecció (SIP).
Hi destaquen els comptes d'estalvi i els dipòsits a termini, superiors a la mitjana del total de caixes. Pel que fa a l'actiu, cal esmentar la forta inversió creditícia. El seu president actual és Fernando Alzamora.
Compta amb una important xarxa d'oficines a les Illes Balears. El 2007 tenia 230 oficines, amb 650.000 clients, i dona feina a 1.500 treballadors. També en depèn la Fundació Sa Nostra, que organitza exposicions, concerts i edicions de llibres.

## Història

### Fusió
El juny de l'any 2009, amb l'aprovació del fons de reestructuració bancària (FROB), es van fer contundents els rumors de possibles fusions entre les caixes espanyoles.
Finalment Sa Nostra ha iniciat un procés de constitució d'un sistema institucional de protecció amb Caixa Penedès, Cajamurcia i Caja Granada.